# 权永壁
权永壁（1909年—1945年3月），又名权永碧、金昌万、权昌郁、金秀南，朝鲜族，抗日战争时期中共政治人物，中共长白县委首任党委书记，2020年9月入选著名抗日英烈、英雄群体名录。

## 早期生涯
1909年，权永壁出生于朝鲜咸镜北道镜城郡的一个贫苦农民家庭。1929年，他与其它朝鲜爱国志士一起流亡满洲，落户吉林省延吉县瓮区东沟村。1931年九一八事变后，中共东满特委于同年12月在瓮声砬子（今安图县明月镇）组织召开党团会议，决定组建抗日游击队。权永壁积极参加，并于同年末加入中国共产党。:257
1932年中共组建延吉县抗日游击队后，权永壁在依兰沟参加了游击战，同年5月又在吉青岭参加了袭击关东军的战斗。1933年，权永壁开始担任中共延吉瓮区党委书记。他组建立起农民协会、反帝同盟和互济会等群众组织，支援抗日游击队的武装斗争，发展抗日根据地。同年11月，游击区建立起人民革命政权，并建设了小型病院、被服厂、兵工厂等后方机构。1935年，日军实施“归村并户”等政策后，权永壁根据指示带领军民转移至车厂子。:257-258

## 长白县委书记
1936年，中共将东满人民革命军改编为抗日联军第二军，权永壁任二军六师政治部宣传科长（一说组织科长）。同年5月，他根据“东岗会议”精神率30余人进入长白县开展创建抗日游击根据地的工作。他化名金昌万与黄锦玉扮作夫妻，以种地为名开展党建工作。1937年春，中共长白县委在十七道沟成立，下设3个特支、1个支部10个党小组。权永壁任县委书记。:258:215
为消灭东北抗日联军和抗日根据地，日军在长白县实行“归村并户”的同时，发动大规模的武力讨伐。权永壁组织群众为抗联部队送粮食和物资，帮助抗联部队多次粉碎日军的讨伐，使长白根据地得到巩固。他还派人去朝鲜普天堡侦察日军军情，帮助抗联成功袭击普天堡。:258-259
1937年10月，由于叛徒的出卖，权永壁等大部分中共长白县委领导在十七道沟被朝鲜惠山日警逮捕。权永壁先是被押在朝鲜惠山和咸兴的监狱，后被押往汉城西大门监狱。在长达8年的牢狱期间，他面对日军的酷刑始终没泄露党和抗联的机密。1945年3月抗战胜利的前夕，权永壁等许多革命者被日军警杀害，时年仅36岁。:259

## 纪念
- 2020年9月，权永壁入选著名抗日英烈、英雄群体名录。[2]
- 2021年6月15日，位于吉林省长白朝鲜族自治县长白镇解放村的权永壁烈士墓被列为县级文物保护单位。[6]